# Sableta infulata
Sableta infulata är en skalbaggsart som beskrevs av Thomas Casey 1910. Sableta infulata ingår i släktet Sableta och familjen kortvingar. Inga underarter finns listade i Catalogue of Life.